# Happy Tree Friends: False Alarm
Happy Tree Friends: False Alarm est un jeu basé sur la série d'animation en Flash, Happy Tree Friends. Le jeu est développé par Stainless Games et édité par SEGA. Il devait être lancé en 2007, puis en avril 2008 mais sa sortie a été une nouvelle fois ajournée. Le jeu sortit finalement le 25 juin 2008 sur Xbox Live Arcade et sur Microsoft Windows en téléchargement payant.

## Système de jeu
Le jeu est constitué de dix environnements, chacun divisé en trois niveaux. Il s'agit d'interagir avec un panel de cinq Happy Tree Friends se déplaçant tout seuls dans les décors ; mais le jeu conserve les événements tragiques propres à la série…

## Anecdote
- Les noms des personnages dans la version française de Happy Tree Friends sont les mêmes que dans la série originale.